# Museo Morisco de Sayalonga
El Museo Morisco de Sayalonga se encuentra en Sayalonga, Málaga. Pretende convertirse en el punto de inicio de la Ruta del Mudéjar de la Axarquía, a la que Sayalonga también pertenece, mostrando a sus visitantes la arquitectura, cultura, folclore o gastronomía de los moriscos en la zona de la Axarquía, así como todos los temas relacionados con la guerra de los moriscos de los años 1.568-1.571 y su posterior destierro. El proyecto Museístico fue redactado por Valentín Fernández Camacho.

## Edificio
El Museo Morisco de Sayalonga se encuentra ubicado en un edificio de gran valor histórico y riqueza visual, mostrando arcos de herradura, puertas de gran belleza talladas a mano y paredes de gran variedad cromática que emulan la riqueza morisca. El edificio ha tenido varias funciones a lo largo de la historia pues ha servido de escuela, de ayuntamiento y de taller de artesanía. 
Su variedad, su multifuncionalidad y su contenido conforman un edificio muestra de la riqueza cultural de Sayalonga ofreciendo a sus visitantes información sobre cualquier aspecto relacionado con el patrimonio, la cultura y la historia.
El edificio cuenta además con todos los avances tecnológicos como medios audiovisuales o hilo musical para facilitar cualquier acto que tenga lugar allí. Con ello pretende ser un centro cultural con amplias funciones y con muchas cosas que ofrecer al público.

## Salas
El museo tiene varias salas, en las que se muestran diferente cosas como patrimonio, cultura, gastronomía o historia. Estas son las diferentes salas del museo:

### Sala Manuel Fernández Mota
En esta sala del museo podemos encontrar libros, uno 4000 ejemplares, casi en su totalidad donados por el poeta Manuel Fernández Mota, poeta nacido en Sayalonga y que da nombre a esta sala. Muchos de los libros que contiene esta sala están dedicados por sus autores, además de poemas y trabajos inéditos de Manuel Fernández Mota. En esta sala también se encuentra documentación histórica de la ciudad, cabe destacar igualmente la importancia de su archivo documental y fotográfico, con documentos que datan desde el año 1572. 

### Sala Pintor Adolfo Córdoba
Sala dedicada a la pintura, la mitad de la colección pictórica que se encuentra en esta sala pertenece al pintor Adolfo Córdoba, nacido en Sayalonga. Adolfo Córdoba tiene un estilo realista que plasma en sus pinturas, el resto de la colección pertenece al Ayuntamiento de Sayalonga.

### Sala Casa Morisca
Podemos encontrar testimonios sobre presencia morisca en La Axarquía, y por lo tanto, en Sayalonga. El Museo Morisco de Sayalonga también representa una casa típica morisca con su cocina en una de sus salas, en la que se mostrarán las comidas típicas de la época o utensilios que se utilizaban en la época, con un salón donde diversos maniquíes representarán escenas de la vida diaria con vestimenta típica de la zona e incluso con representación de los trajes típicos, folclore, y costumbres.

### Sala de Exposiciones Temporales y Conferencias
Es una sala que se pone a disposición de los artistas locales que deseen exponer sus obras. Esta sala se puede utilizar para la visualización de documentales, conferencias y cursos. Las exposiciones temporales suelen ser mensuales, pudiendo dar la oportunidad a más artistas.

### Sala Pueblos Moriscos
Cuando la población cristiana cogió terreno en esta localidad, dejaron de existir numerosos pueblos cercanos a Sayalonga, en esta sala se pueden encontrar datos históricos sobre esos pueblo tales como Carraspite, Competín, Vatahis o Rihana entre otros.

### Sala Arqueología
Muestra de la riqueza cultural de Sayalonga con numerosos restos arqueológicos hallados en el municipio. Restos que van desde la edad de bronce hasta el siglo XX y una exposición de diferentes elementos relacionados con el arte sacro.

### Sala Día del Níspero
Se dedica este espacio a uno de los días grandes del municipio de Sayalonga, el día del níspero. En este día se exponen pinturas dedicadas al níspero. En la sala también se da a conocer la gastronomía del lugar y los derivados de esta fruta.

## Ruta de los Murales de Sayalonga
Los murales no están en el museo, pero dan mucha información sobre la historia de Sayalonga, su pedanía Corumbela, y de los pueblos de la época morisca que desaparecieron al ser desterrados sus habitantes. En estos murales de cerámica explican todo referente al tema con dibujos y pequeños textos.
En total hay 11 murales repartidos por las calles del Sayalonga, y otros dos en la pedanía de Corumbela, los cuales están hechos por el taller de empleo ruta del níspero. Estos son los murales que podemos encontrar en las calles:
- Carraspite.
- Alí B. Ahmad.
- Fuente del níspero.
- Rihanas.
- Sayalonga.
- Los moriscos.
- Corumbela.
- Bentomiz.
- Retales de la historia.
- Bentomiz.
- Batahis. (Se encuentra en la fachada del museo morisco de Sayalonga).
- Lugares históricos.